# Gilmar Machado
Gilmar Alves Machado (Cascalho Rico, 6 de novembro de 1961) é um professor e político brasileiro, filiado ao Partido dos Trabalhadores. Foi duas vezes deputado estadual, deputado federal por quarto mandatos consecutivos e prefeito de Uberlândia por um mandato.

## Biografia
Gilmar Machado é filho de Sebastião Delfino Machado e de Maria Floripes Alves, nasceu no interior de Minas Gerais na cidade de Cascalho Rico. Formado em história pela Universidade Federal de Uberlândia, tornou-se professor do ensino médio.
Atuou nas disciplinas de história e geografia no Instituto Rio Branco entre os anos de 1983 à 1991, entre 1982 e 1984 lecionou história na Escola Estadual Messias Pedreiro, na Escola Estadual Marechal Castelo Branco atuou por três anos entre 1983 e 1986 e por último foi professor na Escola Estadual Professora Juvenília Ferreira dos Santos em 1986.

### Vida pessoal
Seu pai, Sebastião Delfino Machado era produtor rural e a mãe, Maria Floripes Alves era servidora pública. Após concluir o ensino médio, Gilmar se mudou para Uberlândia, onde inicio o curso universitário.
Foi secretário da Associação dos Moradores do Bairro Luizote de Freitas em Uberlândia entre 1981 e 1983 e presidiu o Diretório Acadêmico de Geografia e História da Universidade Federal de Uberlândia em 1983 e 1984.
Gilmar Machado também foi presidente do Sindicato Único dos Trabalhores em Educação em Uberlândia por três anos, 1987-1990 e diretor da Central Única dos Trabalhadores - CUT em Minas Gerais no ano de 1989.
Gilmar é casado com a cirurgiã dentista Rosângela Borgens Paniago Machado e tem dois filhos Gustavo Barcelos Machado e Letícia Barcelos Machado. É evangélico praticante e pertence a Igreja Batista Central. Gilmar tem outros cinco irmãos, todos profissionais ligados a educação.

### Carreira política
É fundador do PT em Uberlândia, e um dos articuladores da fundação do partido em Minas Gerais. Foi líder do PT na Assembléia Legislativa de Minas Gerais e vice-presidente do Diretório Estadual do PT no estado. Exerceu a vice liderança do PT entre 2003 e 2004 na Câmara dos Deputados e foi vice-líder do Governo Lula no Congresso Nacional. 
Foi deputado estadual de Minas Gerais em 1990 e reeleito em 1994, sendo líder da bancada governista em ambos os mandatos. Em 1998 foi eleito deputado federal pela primeira vez, e desde então ocupa a cadeira na Câmara dos Deputados por quatro mandatos consecutivos.  Disputou pelo Partido dos Trabalhadores as eleições municipais de 2004 concorrendo ao cargo de prefeito de Uberlândia, obtendo o terceiro lugar com 62.058 votos. Também havia sido candidato ao mesmo cargo em 1992.
Foi o representante da Câmara dos Deputados na Conferência Preparatória das Américas contra o Racismo, a Discriminação Racial, a Xenofobia e Intolerâncias Correlatas em Santiago no Chile em 2000 e na Conferência Mundial contra o Racismo, Discriminação Racial, Xenofobia e Intolerância Correlata em Durban na África do Sul em 2001.
Foi o relator do Estatuto de Defesa do Torcedor, sancionado em 15 de maio de 2003, pelo presidente Luiz Inácio Lula da Silva e do Estatuto do Desporto. Também é de sua autoria o Plano Nacional de Cultura, relatou também a Lei Agnelo/Piva, que garante recursos para o esporte, por meio do Comitê Olímpico Brasileiro (COB) e Comitê Paraolímpico Brasileiro.
Em 2012, se candidatou a prefeito de Uberlândia concorrendo com o deputado estadual Luís Humberto do PSDB, e com Gilberto Cunha do PSOL. Ele venceu a eleição com 68,72% dos votos válidos e ocupou o cargo do então prefeito Odelmo Leão. 
Em 17 de fevereiro de 2023 foi nomeado pelo presidente Luiz Inácio Lula da Silva para o cargo de assessor especial da Secretaria Especial de Assuntos Parlamentares, dentro da Secretaria de Relações Institucionais da Presidência da República. A secretária que Machado faz parte é responsável pela coordenação política e condução do relacionamento com o Congresso Nacional e partidos políticos. O ministro-chefe da pasta é Alexandre Padilha (PT). 

## Cronologia
- 1961 - Nasce em Cascalho Rico, Gilmar Alves Machado.
- 1980 - Inicia  graduação em história pela Universidade Federal de Uberlândia.
- 1981 - Filia-se ao Partido dos Trabalhadores.
- 1986 - Funda em Uberlândia o Partido dos Trabalhadores.
- 1988 - Se candidata a vereador em Uberlândia, tendo a primeira participação como candidato em um processo eleitoral.
- 1989 - Lidera a campanha do então candidato Luiz Inácio Lula da Silva a presidência do Brasil, na região do Triângulo Mineiro.
- 1991 - Toma posse como deputado estadual, ocupando pela primeira vez um cargo público.
- 1992 - Se candidata a prefeito de Uberlândia pela primeira vez, na época Paulo Ferolla da Silva é eleito com mínima diferença de votos.
- 1994 - É reeleito deputado estadual e conduzido a mais um mandato de quatro anos.
- 1999 - É eleito pela primeira vez para o cargo de deputado federal com 39.863 votos.
- 2001 - Preside a Comissão Parlamentar de Educação e Cultura do Congresso Nacional.
- 2002 - Reelege-se deputado federal com 109.722 votos.
- 2003 - É relator do Estatuto do Torcedor, que disciplinou as práticas de participação das pessoas nos jogos e campeonatos.
- 2004 - Candidata-se pela segunda vez a prefeitura de Uberlândia. A disputa é vencida por Odelmo Leão.
- 2005 - Relator da Lei de Diretrizes Orçamentárias - LDO.
- 2006 - Presidente da Comissão Parlamentar de Orçamentos Públicos e Fiscalização do Congresso Nacional.
- 2006 - É reeleito para o terceiro mandato de deputado federal com 82.110 votos.
- 2008 - Assume a vice-liderança do Governo Lula.
- 2010 - Como líder do Governo Lula é reeleito para o quarto mandato de deputado federal, sendo o mais votado da história do Triângulo Mineiro e Alto Paranaíba, com 192.657 votos. Liderou a Frente Evangélica Nacional em apoio a Dilma Rousseff, para presidência da república.
- 2011 - Reassume a vice-liderança no Congresso Nacional, desta vez no governo de Dilma Rousseff. A decisão foi tomada pela coordenação política do Palácio do Planalto e pela bancada do PT no Congresso.
- 2012 - É indicado por unanimidade pelo seu partido e outros grupos políticos aliados como candidato ao cargo de prefeito de Uberlândia, em uma coalizão de mais de 10 partidos. Terá como companheiro de chapa, Paulo Vitiello Filho, empresário e vice presidente da Câmara dos Dirigentes Lojistas de Uberlândia - CDL Uberlândia. Vitiello é filiado ao PMDB
- 2012 - É eleito prefeito de Uberlândia com 236.418 votos, 68,72% dos votos válidos. Venceu a disputa em primeiro turno, derrotando o candidato do ex-prefeito Odelmo Leão, o deputado estadual Luiz Humberto Carneiro.
- 2018 - É preso numa operação da Polícia Federal.[5]
- 2020 - A Justiça inocentou o ex-prefeito de Uberlândia Gilmar Machado na ação movida pelo Ministério Público Federal (MPF) por improbidade administrativa.[6]
- 2023 - É nomeado Secretaria Especial de Assuntos Parlamentares, dentro da Secretaria de Relações Institucionais da Presidência da República.

## Prêmios e honrarias
Gilmar Machado possui diversas honrarias, das quais se destacam:
- Mérito de Personalidade Política concedido pela AITMAP em Uberlândia.
- Condecoração da 5º ENAPET 2000.
- Condecoração do SIND-UTE em 2000.
- Condecoração da Associação dos Docentes da Universidade Federal de Uberlândia em 2001.
- Placa de agradecimento do Tribunal Regional Federal da 1ª Região entregue pela presidente do TRF1, Desembargadora Assusete Dumont Reis Magalhães.
- Diploma do Mérito de São José do Tijuco, concedido pela prefeito de Ituiutaba, Públio Chaves.
- Medalha Santos Dumont do Governo do Estado de Minas Gerais em 1994.
- Medalha do Mérito Olímpico de 2000.
- Homenagem do Exército Brasileiro, concedida pela Sentinela do Triângulo.
- Medalha da Inconfidência, a mais alta comenda concedida pelo governo do estado de Minas Gerais entregue pelo Governador Aécio Neves, em ocasião da comemoração da Inconfidência Mineira, em Ouro Preto.
- Medalha do Mérito Mauá outorgada pelo Ministério dos Transportes.
- Cidadão Honorário de Centralina, Canápolis, Presidente Olegário, Iraí de Minas, Conselheiro Lafaiete e Araguari.
- Ordem do Mérito Aeronáutico, concedido pelo comandante da aeronáutica, tenente brigadeiro do ar, Juniti Saito.
- Um dos 100 parlamentares mais influentes segundo o DIAP sendo reconhecida sua alta capacidade de articulação política e livre trânsito entre os poderes em 2006, 2007, 2008, 2009, 2010, 2011 e 2012.